# 利辛貝格山
47°20′55″N 14°59′55″E / 47.348630°N 14.998736°E

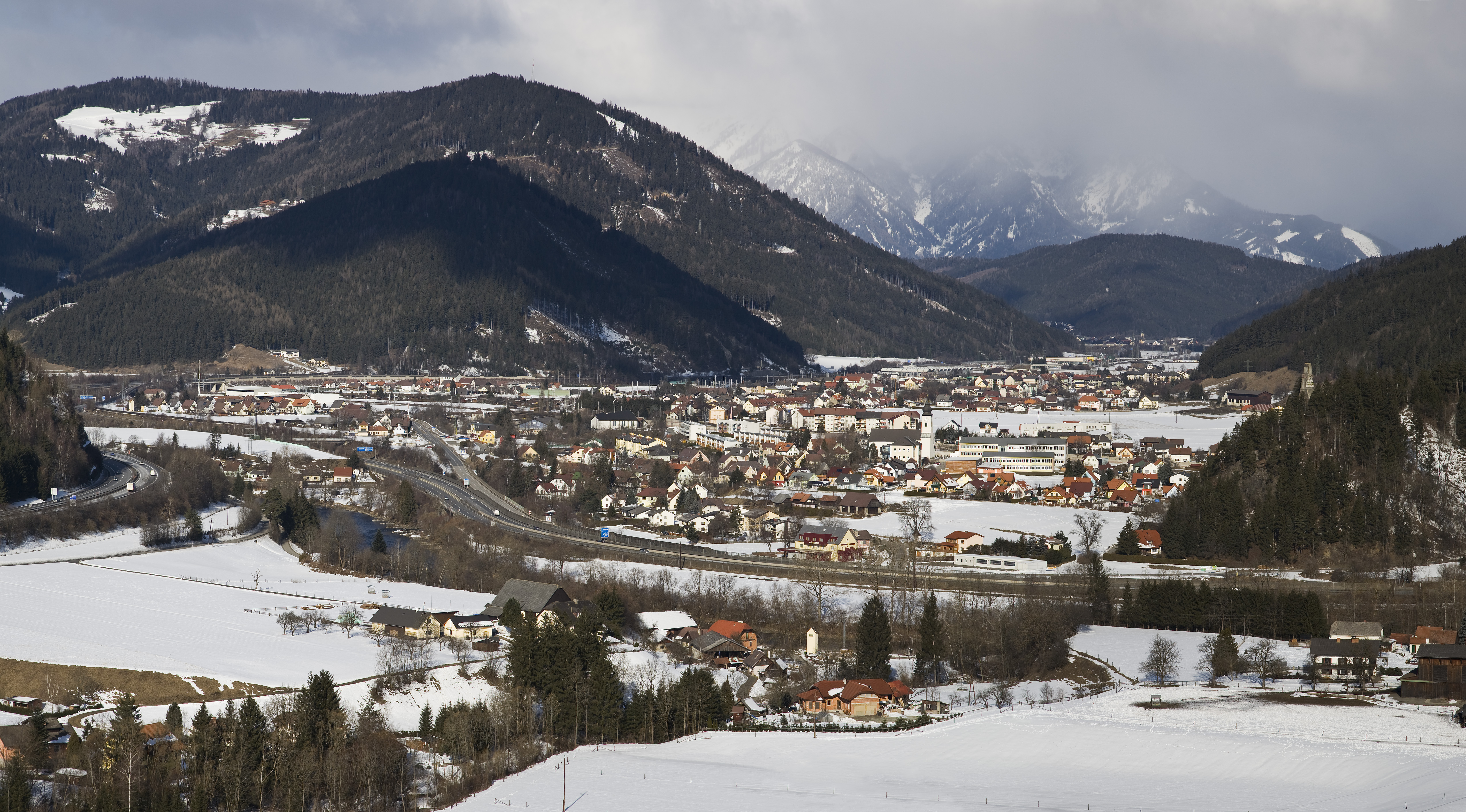

利辛貝格山（德語：Liesingberg），是奧地利的山峰，位於該國東南部，由施泰爾馬克州負責管轄，屬於塞考爾陶恩山脈的一部分，處於上施泰爾馬克地區聖米夏埃爾附近，海拔高度869米。